# Nikolsburgi béke
A nikolsburgi béke II. Ferdinánd magyar király és Bethlen Gábor erdélyi fejedelem között hivatalosan 1621. december 31-én elfogadottnak nyilvánított békeszerződés.

## Előzményei
Bethlen már 1621 júliusában, amikor a vármegyék harci kedve csökkenni látszott és a törököktől remélt segély sem érkezett, Thurzó Imre és Erdődy Kristóf követei, majd pedig Káldi György jezsuita tudós által tárgyalásokat folytattatott Ferdinánddal, amelyek azonban a felek rideg magatartása miatt nem vezettek célhoz. Ez év augusztusában Thurzó is, aki összeköttetésbe lépett Franz Seraph von Dietrichstein olmützi bíbornokkal, Ferdinánd bizalmi emberével, valamint Erdődy is, aki Bécsben fáradozott: annyira egyengette az utat, hogy szeptember elején mind Ferdinánd, mind Bethlen megnevezte biztosait, akik a tárgyalások befejezésére október 11-én Nikolsburgban összegyűltek.

## A béketárgyalások
A király követeinek élén Dietrichstein bíbornok állt, a fejedelmi biztosoknál Thurzó Imre, október 19-én bekövetkezett halála után pedig Thurzó Szaniszló elnökölt. Hosszas viták után Ferdinándnak eleinte makacskodó emberei – a külpolitikai viszonyok rosszra fordultának aggasztó hatása alatt – engedékenyebbek lettek, így december 31-én létrejöhetett a végleges megállapodás. A békeokmányok kölcsönös kicserélése 1622. január 7-én történt.

## A békefeltételek

### Bethlen kötelezettségei
A nikolsburgi béke értelmében Bethlen Gábor visszaadta magyarországi foglalásai jelentős részét, lemondott a királyi címről, visszaadta a Szent Koronát, az elfoglalt vármegyéket s várakat és szabadon bocsátotta a foglyokat.
Birtokadományait a következő országgyűlés vizsgálta felül.

### II. Ferdinánd kötelezettségei
II. Ferdinánd király Bethlen Gábornak német birodalmi hercegi címet adományozott. Személyes kielégítésképpen Bethlen megkapta a sziléziai Oppelnt és Ratibort, amelyeket unokaöccse örökölhetett. II. Ferdinánd király továbbá átengedett Bethlennek, mint Erdély fejedelmének, annak haláláig, hét kelet-magyarországi vármegyét (Szabolcsot, Szatmárt, Ugocsát, Bereget, Zemplént, Borsodot és Abaúj vármegyét), valamint Tokaj, Munkács és Ecsed várait. E területek azonban a nádor és az országbírák hatósága alatt maradtak és a magyar országgyűlésbe küldtek követeket. Ferdinánd megerősítette továbbá az 1606-os bécsi békét, az 1608. évi koronázás előtti és utáni törvénycikkeket, Bethlen híveinek közbocsánatot hirdetett, a többi sérelem orvoslására pedig Sopronba országgyűlést hívott össze. II. Ferdinánd a béke értelmében a végvárak fenntartására a birodalmi segélyből 50 000 forintot adott Bethlennek.

## A békeszerződés végrehajtása
A Ferdinánd és Bethlen részéről a békefeltételek végrehajtására, a korona és az elfoglalt vármegyék átadására, illetőleg átvételére kiküldött bizottságok számos vita mellett 1622. március 24-én befejezték működésüket.